# ナジェルデイ・シュタディオン
ナジェルデイ・シュタディオン（Nagyerdei Stadion）は、ハンガリー・ハイドゥー・ビハール県デブレツェンにあるサッカー専用スタジアム。デブレツェニVSCがホームスタジアムとして使用している。

## 概要
2010年3月29日、これまで使用していた陸上トラック付きのスタジアムを取り壊し、新たに20,000人収容のサッカー専用スタジアムを建設する計画がデブレツェン市の市長より公表された。ハンガリー政府の資金援助を受けて2013年1月29日、スタジアム建設工事がスタートし、2月15日に旧スタジアムの解体が完了。なお、この解体作業中に第二次世界大戦中のものと思われる50cmの不発弾が見つかっている。
2014年5月1日、ハンガリー首相オルバーン・ヴィクトルら政府関係者出席の下スタジアムの落成式が執り行われ、デブレツェニVSCやサッカーハンガリー代表のOBによる親善試合が開催された。同年5月22日、スタジアム初の国際Aマッチとしてハンガリー代表対デンマーク代表の親善試合が戦われ、2-2の引き分けに終わった。
2021年3月と9月にはサッカーカタール代表が2022 FIFAワールドカップ・ヨーロッパ予選グループAの手空き国との親善試合計5試合が開催された。
2024年6月にハンガリー代表がUEFA EURO 2024前最後の試合をイスラエルと対戦。9月にはベルギーとイスラエルがUEFAネーションズリーグの試合が開催予定

## 開催された主な大会・試合
- 国際Aマッチ

| 日付          | ホームチーム | 結果 | アウェーチーム   | ラウンド |
| ------------- | ------------ | ---- | ---------------- | -------- |
| 2014年5月22日 | ハンガリー   | 2-2  | デンマーク       | 親善試合 |
| 2015年6月5日  | ハンガリー   | 4-0  | リトアニア       | 親善試合 |
| 2021年3月24日 | カタール     | 1-0  | ルクセンブルク   | 親善試合 |
| 2021年3月27日 | カタール     | 2-1  | アゼルバイジャン | 親善試合 |
| 2021年3月30日 | カタール     | 1-1  | アイルランド     | 親善試合 |
| 2021年9月1日  | カタール     | 0-4  | セルビア         | 親善試合 |
| 2021年9月4日  | カタール     | 1-3  | ポルトガル       | 親善試合 |
| 2024年6月8日  | ハンガリー   | 3-0  | イスラエル       | 親善試合 |
| 2024年9月6日  | ベルギー     | 3–1  | イスラエル       | UNL      |

## ギャラリー

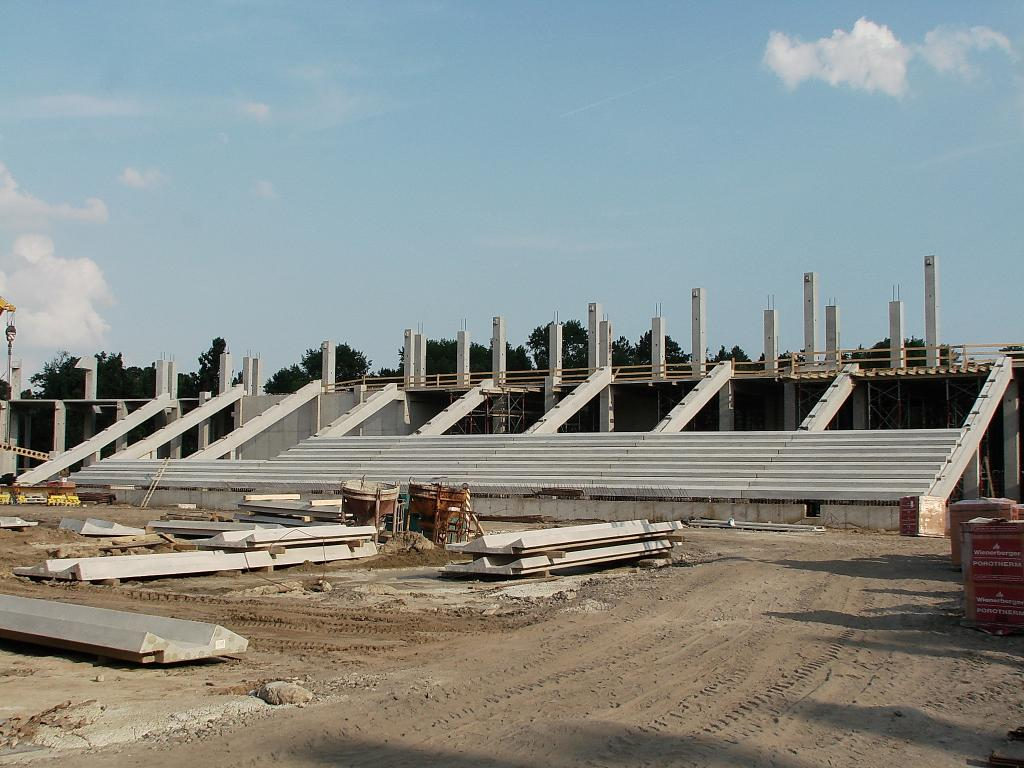
建設中のスタジアム (2013年)
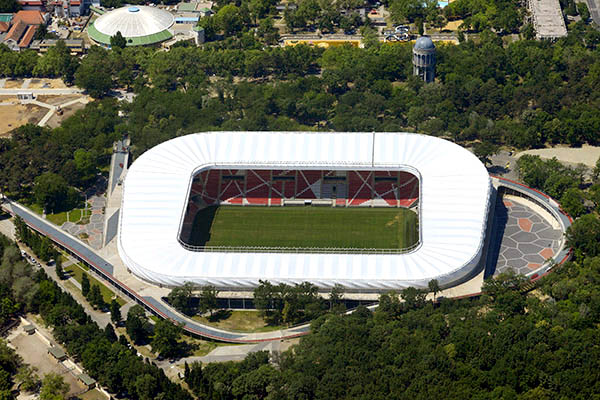
2014年の空撮
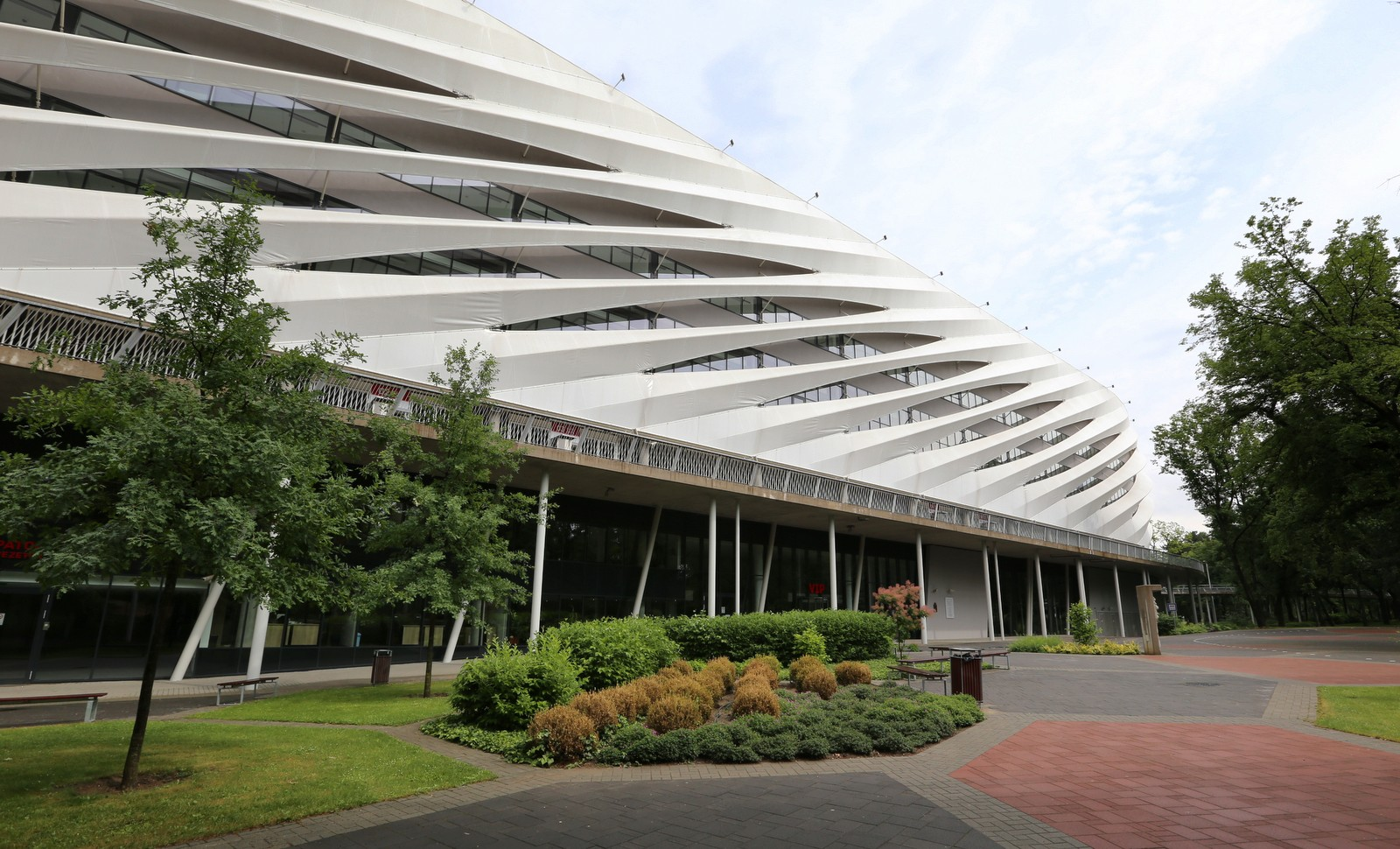
2018年の外観
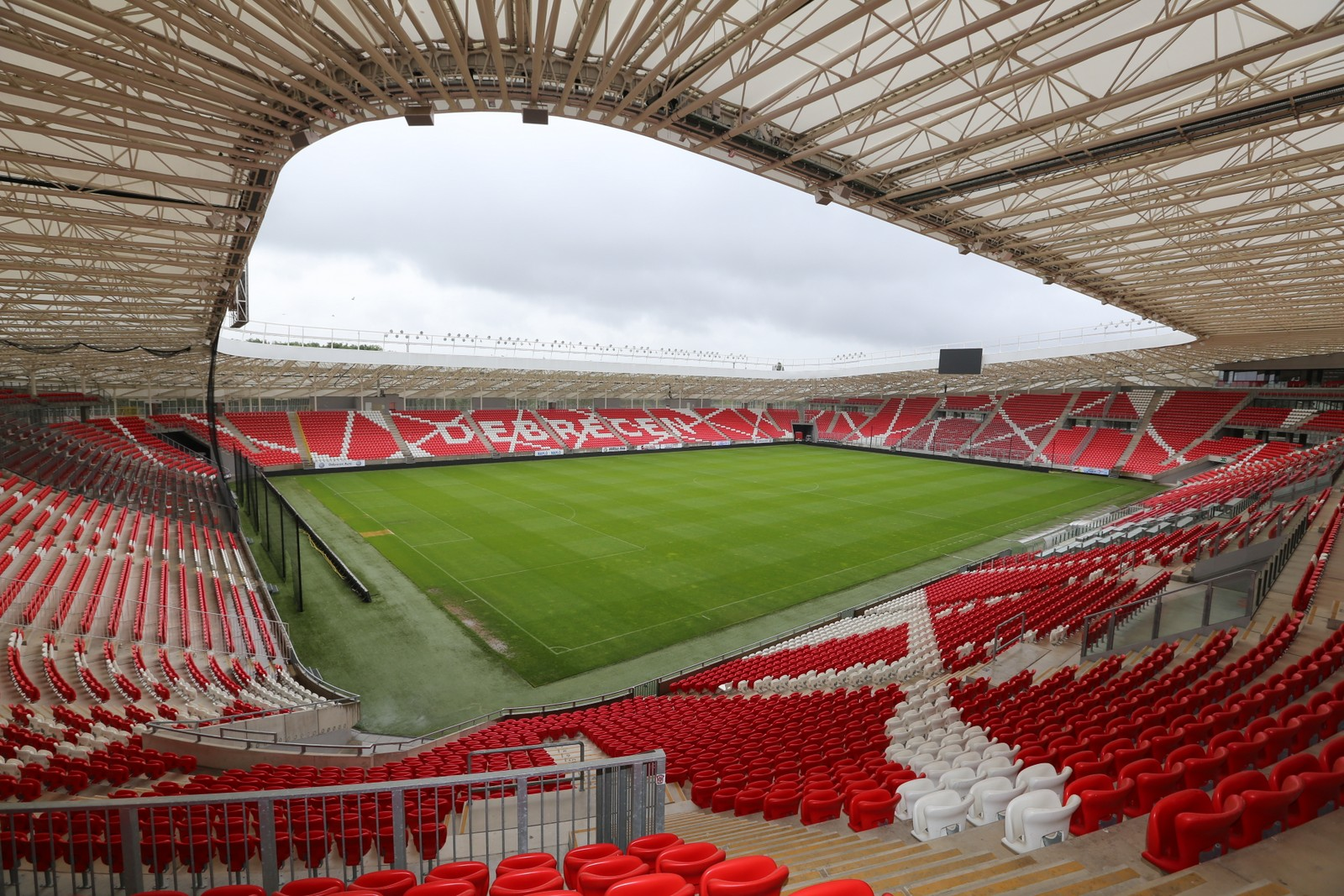
2018年の内観